# Arroyo Chamizo Grande
Der Arroyo Chamizo Grande ist ein Fluss in Uruguay.
Er fließt auf dem Gebiet des Departamento Florida und mündet als rechtsseitiger Nebenfluss an der Grenze zum Nachbardepartamento Canelones in den Río Santa Lucía. Die Mündung liegt dabei einige Kilometer nordwestlich von San Ramón westlich von Picada Yuca.